# Peter Graff Orssich

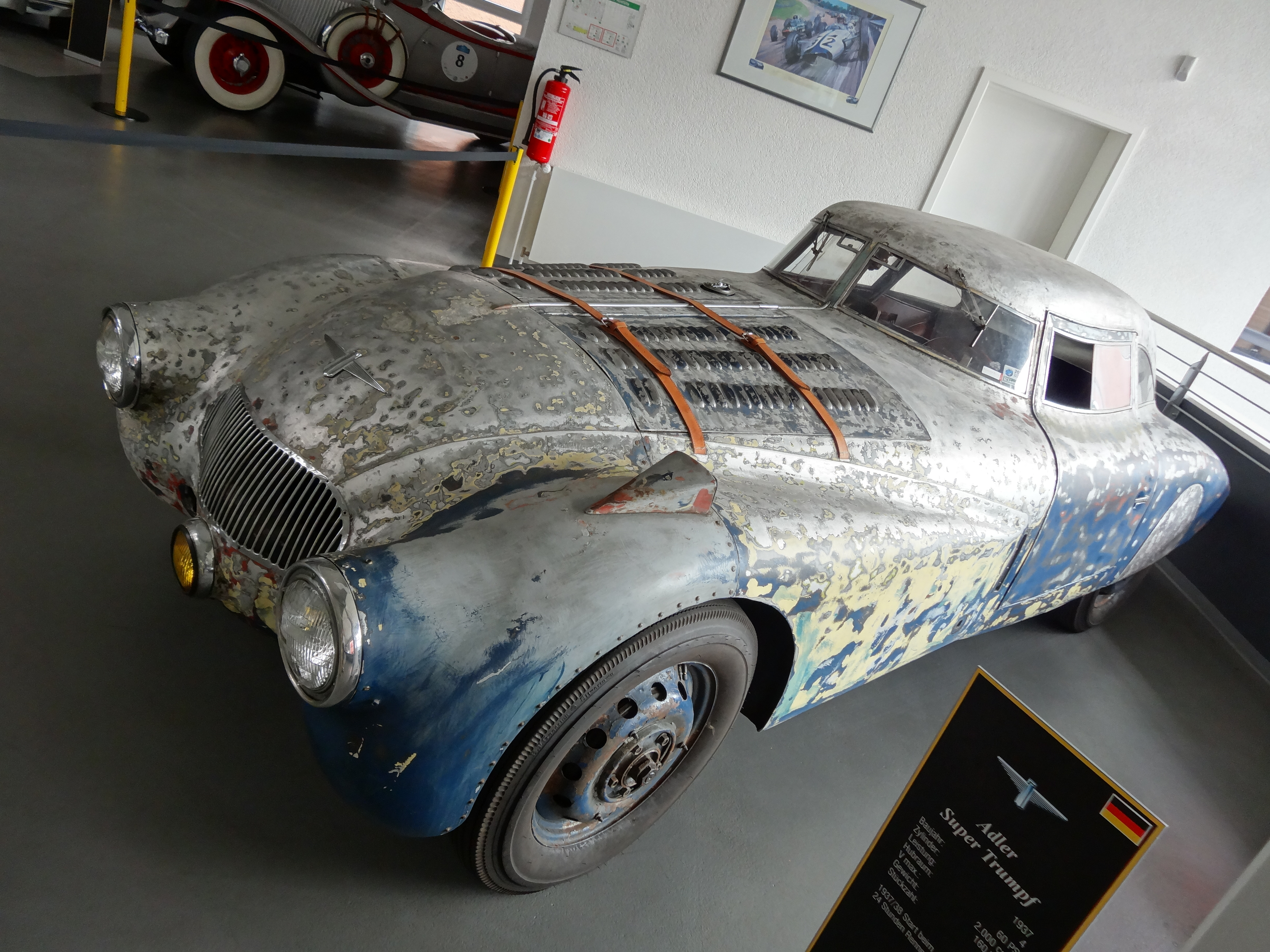
Adler-Super-Trumpf-Rennwagen, który startował w Le Mans w latach 1937 i 1938.

Peter Graff Orssich (ur. 4 maja 1907, zm. 1961) – niemiecki kierowca wyścigowy.

## Kariera
W swojej karierze wyścigowej Orssich poświęcił się głównie startom w wyścigach samochodów sportowych. W latach 1937–1938 Niemiec pojawiał się w stawce 24-godzinnego wyścigu Le Mans. W pierwszym sezonie startów odniósł zwycięstwo w klasie 2, a w klasyfikacji generalnej był szósty. Rok później stanął na drugim stopniu podium w klasie 2.